# Ciutat estatutària (Txèquia)
Ciutat estatutària a l'administració txeca (en txec: město Statutární) és una corporació municipal a la qual s'ha concedit l'estatus de ciutat mitjançant una llei del Parlament. És una categoria superior al títol de městys (literalment "ciutat mercat"), que pot ser atorgat pel govern i el president de la Cambra de Diputats a un municipi que ho demani. Cada ciutat estatutària ha d'emetre el seu propi estatut que defineix els poders i atribucions que té la ciutat independentment d'altres divisions administratives de rang superior. Algunes d'aquestes atribucions són també de tipus protocol·lari: l'alcalde és anomenat Primator, en lloc de starosta com als altres municipis. Les ciutats estatutàries tenen la facultat de crear subdivisions o districtes, anomenats obvod o část, amb els seus propis òrgans electes de govern o consells de districte.

## Història
El model de ciutat estatutària txec, que és hereu del model austrohongarès, es va renovar després de la caiguda del règim comunista amb la Llei de Municipis de 1990, amb la qual es van establir 13 ciutats estatutàries, a més de Praga, la capital, que ja ho era de facto. A partir de la llei del 2000 s'hi van anar afegint altres ciutats (3 el novembre de l'any 2000, 4 el 2006, 2 el 2012), totes amb més de 40.000 habitants.
A diferència d'Àustria, abans que s'abolissin els districtes (en txec okres), només tres grans ciutats constituïen un districte per si mateixes: Brno, Ostrava i Plzeň. Les altres ciutats formaven part d'un districte que incloïa altres poblacions menors circumdants (si bé en constituïen la capital). A mesura que va anar augmentant el prestigi associat a la ciutat estatutària, altres ciutats s'hi van afegir per la llei de municipalitats del 2000 i les esmenes posteriors.
Així doncs, actualment hi ha 25 ciutats estatutàries definides per la llei núm. 128/2000 Coll., a més de Praga, la capital.

## Llista de ciutats estatutàries
Des de 2012, hi ha 25 ciutats estatutàries (a més de Praga), que inclouen totes les ciutats de la República Txeca de més de 40.000 habitants.
| Nom                | Habitants | Extensió (km²) | Regió                       | Ciutat estatutària des de |
| ------------------ | --------- | -------------- | --------------------------- | ------------------------- |
| Praga (Praha)      | 1,243,201 | 496            | Praga                       | anteriorment              |
| Brno               | 377,508   | 230            | Regió de Moràvia Meridional | 1990                      |
| Ostrava            | 295,653   | 214            | Regió de Moràvia i Silèsia  | 1990                      |
| Plzeň              | 168,034   | 138            | Regió de Plzeň              | 1990                      |
| Liberec            | 102,301   | 106            | Regió de Liberec            | 1990                      |
| Olomouc            | 99,489    | 103            | Regió d'Olomouc             | 1990                      |
| Ústí nad Labem     | 93,523    | 94             | Regió d'Ústí nad Labem      | 1990                      |
| České Budějovice   | 93,253    | 56             | Regió de Bohèmia Meridional | 1990                      |
| Hradec Králové     | 92,904    | 106            | Regió de Hradec Králové     | 1990                      |
| Pardubice          | 89,432    | 78             | Regió de Pardubice          | 1990                      |
| Zlín               | 75,278    | 119            | Regió de Zlín               | 1990                      |
| Havířov            | 76,109    | 32             | Regió de Moràvia i Silèsia  | 1990                      |
| Kladno             | 68,519    | 37             | Regió de Bohèmia Central    | 2000                      |
| Most               | 67,332    | 87             | Regió d'Ústí nad Labem      | 2000                      |
| Opava              | 57,931    | 91             | Regió de Moràvia i Silèsia  | 1990                      |
| Frýdek-Místek      | 57,135    | 52             | Regió de Moràvia i Silèsia  | 2006                      |
| Karviná            | 56,848    | 57             | Regió de Moràvia i Silèsia  | 2003                      |
| Jihlava            | 50,510    | 79             | Regió de Vysočina           | 2000                      |
| Děčín              | 50,104    | 118            | Regió d'Ústí nad Labem      | 2006                      |
| Teplice            | 50,024    | 24             | Regió d'Ústí nad Labem      | 2003                      |
| Karlovy Vary       | 49,864    | 59             | Regió de Karlovy Vary       | 1990                      |
| Chomutov           | 49,185    | 29             | Regió d'Ústí nad Labem      | 2006                      |
| Přerov             | 47,373    | 59             | Regió d'Olomouc             | 2006                      |
| Jablonec nad Nisou | 45,453    | 31             | Regió de Liberec            | 2012                      |
| Mladá Boleslav     | 44,272    | 29             | Regió de Bohèmia Central    | 2003                      |
| Prostějov          | 44,234    | 39             | Regió d'Olomouc             | 2012                      |